# Bill Lee (Footballspieler)
William Earl „Bill“ Lee (* 19. August 1911 in Eutaw, Alabama, USA; † 23. Juni 1998, ebenda) war ein US-amerikanischer American-Football-Spieler. Er spielte als Offensive Tackle in der NFL.

## Spielerlaufbahn
Der 188 cm große und 105 kg schwere Bill Lee spielte zunächst am College an der University of Alabama. 1935 erhielt er dann ein Vertragsangebot der Brooklyn Dodgers einem NFL-Team aus New York City. 1937 wechselte er während der Saison zu den Green Bay Packers und war dort unter anderem für den Schutz der Quarterbacks Arnie Herber und Cecil Isbell verantwortlich. Gleichzeitig hatte er die Aufgabe Isbell, der auch als Tailback auflief, den Weg in die gegnerische Endzone frei zu blocken. 1939 konnte Lee mit den Packers die NFL Meisterschaft mit 27:0 gegen die New York Giants gewinnen. 1942 beendete er seine Laufbahn, um 1946 nochmals für vier Spiele für die Packers zu spielen. Bill Lee ist auf dem Mesopotamia Cemetery in seiner Geburtsstadt beerdigt.

## Ehrungen
Lee ist Mitglied in dem NFL 1930s All-Decade Team. Er wurde zweimal zum All-Pro gewählt und spielte in einem Pro Bowl.

## Quelle
- Jens Plassmann: NFL – American Football. Das Spiel, die Stars, die Stories (= Rororo 9445 rororo Sport). Rowohlt, Reinbek bei Hamburg 1995, ISBN 3-499-19445-7.